# アリス・オブ・オールバニ
アリス・オブ・オールバニ（英語: Princess Alice of Albany, Countess of Athlone,　全名: Alice Mary Victoria Augusta Pauline, 1883年2月25日 - 1981年1月3日）は、イギリス王女で、アスローン伯アレクサンダー（メアリー・オブ・テックの弟）の妻。イギリス女王ヴィクトリアの孫の一人。

## 生涯
アリスは、ヴィクトリア女王の四男であるオールバニ公レオポルドとその妃ヘレンの長女として、ウィンザー城で生まれた。弟はザクセン＝コーブルク＝ゴータ公となったチャールズ・エドワード（カール・エドゥアルト）である。彼女は幼くして父レオポルドを脳出血による急死で亡くすが、イギリス王女として育てられた。
1904年2月10日、アリスは又従兄にあたるアレクサンダー・オブ・テック（ジョージ5世妃メアリーの弟）とウィンザー城内のセント・ジョージ礼拝堂で挙式した。2人の間には3子が生まれた。
- メイ（1906年 - 1994年） - ヘンリー・エイベル・スミス（英語版）と結婚。
- ルパート（1907年 - 1928年） - トレメイトン子爵。自動車事故で死去。
- モーリス（1910年） - 夭折。

アリスは祖母ヴィクトリア同様、自身が血友病患者であった父レオポルドから遺伝した保因者であった。長男ルパートは血友病患者で、これによって自動車事故による不慮の死が引き起こされた。
1917年、イギリス王室は保有するドイツの王侯としての称号を放棄することを発表。アリスの夫アレクサンダー・オブ・テックも、ドイツのヴュルテンベルク王国に由来する家名テック（Teck）を捨て、アレクサンダーの母メアリー・アデレードに由来するケンブリッジ（Cambridge）を姓としてサー・アレクサンダー・ケンブリッジと名乗った。アレクサンダーにはアスローン伯位が授けられた。これによって、2人の子供たちも自動的にドイツ貴族としての称号を失った。アリスも自身の権利として所持していたドイツ貴族としての称号を全て放棄、しかしドイツ軍の一員であった弟カール・エドゥアルトはイギリス王族としての称号を放棄した。姉弟は第一次世界大戦で敵味方となってしまった。

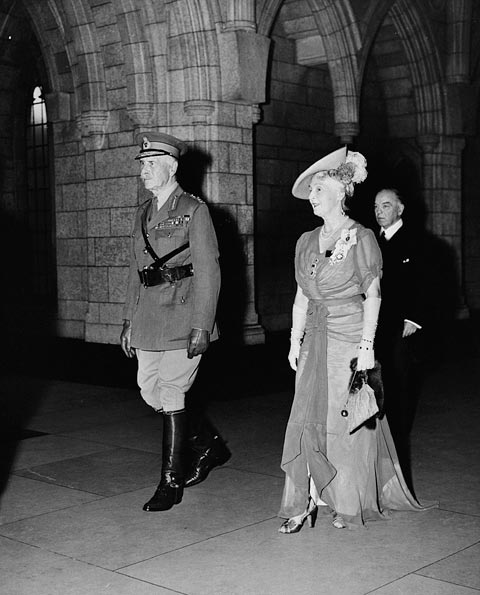
カナダ国会開会式に出席するアスローン伯夫妻。後方は当時のカナダ首相ウィリアム・マッケンジー・キング（1945年）

アリスは、夫アレクサンダーが1940年からカナダ総督となるとそれに同行した。彼は1924年から1931年まで、南アフリカ総督を務めたことがあった。夫妻が南アフリカ滞在時代に住んでいた海岸沿いの家は今も保存されており、南アフリカの文化財とされている。ケープタウン郊外のアスローンは、総督にちなんだ地名である。
アリスはその生涯に多くの公務をこなした。彼女は生涯に4度の戴冠式に出席した。伯父エドワード7世、従兄ジョージ5世、ジョージ6世、そしてエリザベス2世である。彼女はイギリス陸軍の2部隊とローデシア陸軍の1部隊のカーネル・イン・チーフであった。1950年、アリスは西インド諸島大学の初代総長となった。
アスローン伯は1957年にケンジントン宮殿で死去した。アリスは1981年に97歳で亡くなるまで、ケンジントン宮殿で暮らした。彼女はヴィクトリア女王の孫の中で最も長く生きた人物だった。葬儀にはイギリス王室の全員が参列し、アリスはフロッグモアの王室墓地で亡夫の隣に埋葬された。

## その他
アリスの母ヘレナと、オランダ王妃エンマは姉妹であった関係から、オランダ王女ベアトリクスの洗礼式ではアリスが洗礼代母となっている。第二次世界大戦中にドイツに祖国を奪われたオランダ女王ウィルヘルミナ（アリスの従姉）は、一人娘ユリアナとベアトリクスたちを、アリス夫妻のいるカナダへ避難させた。